# Дело «Голубого бриллианта»
Дело «Голубого бриллианта» — похищение драгоценностей правящей династии Саудовской Аравии таиландским служащим в 1989 году. Это преступление испортило отношения между Саудовской Аравией и Таиландом на более чем 30 лет.

## Кража
В 1989 году тайский рабочий Криангкрай Течамонг украл 91 кг ювелирных изделий и драгоценных камней из дворца принца Фейсала ибн Фахда, где он работал слугой. Криангкрай имел доступ в спальню принца и спрятал украденные драгоценности в мешке для пылесоса во дворце. Среди них был ценный голубой бриллиант весом 50 карат и другие драгоценные камни, которые Криангкрай затем отправил к себе домой в провинцию Лампанг, Таиланд. Драгоценности оказалось трудно сбыть. Он начал продавать их за гроши. Ювелир из Бангкока, Санти Ситакан, узнал о продажах и купил большую часть драгоценных камней у Криангкрая за малую часть их стоимости.

## Возврат
Расследование Королевской полиции Таиланда под руководством генерал-лейтенанта Чалора Кердтеса привело к аресту Криангкрая, допросу Санти и возвращению большей части украденных драгоценностей. Криангкай был приговорён к семи годам тюремного заключения, но был освобождён через три года, поскольку сотрудничал с полицией и признался в совершении этого преступления.
Команда Чалора Кердтеса вылетела в Саудовскую Аравию, чтобы вернуть украденные предметы. Однако власти Саудовской Аравии обнаружили, что голубой бриллиант пропал, а около половины возвращённых камней были поддельными.
В Бангкоке в местной прессе распространились слухи о том, что на фотографиях с одного благотворительного гала-концерта было запечатлено несколько жён правительственных чиновников в бриллиантовых ожерельях, похожих на те, что были украдены из саудовского дворца. Это усилило подозрения Саудовской Аравии в том, что тайская полиция и представители власти забрали драгоценности себе.

## Расследование
Мухаммед аль-Рувайли, бизнесмен из Саудовской Аравии, близкий к королевской семье Саудовской Аравии, отправился в Бангкок, чтобы провести собственное расследование. Он пропал без вести 12 февраля 1990 года и, как предполагается, был убит. До его исчезновения, 4 января 1989 года, на улице Си Лом, района Банг Рак, Бангкока, был убит саудовский дипломат. 1 февраля 1990 года ещё три саудовских дипломата были убиты в районе Ян Нава. Убийства до сих пор остаются нераскрытыми, и не установлена никакая связь с кражей драгоценностей, несмотря на мнение правительства Саудовской Аравии «… что правительство Таиланда не сделало достаточно для раскрытия тайны, окружающей убийство Аль-Рувайли и трёх других саудовских дипломатов».
Генерал-лейтенант Чалор был обвинён в заказе убитых в 1995 году жены и сына торговца драгоценными камнями, предположительно замешанного в этом деле, за что был осуждён и приговорён к смертной казни. Верховный суд Таиланда подтвердил решение и приговорил Чалора к смертной казни 16 октября 2009 года. Однако приговор Чалора был сокращён до пятидесяти лет тюремного заключения королём Пхумипоном Адульядетом в день его 84-летия. Чалор получил королевское помилование и был освобождён в августе 2015 года.
Шесть других полицейских также были осуждены за участие в убийствах. Один из участников, подполковник полиции Пансак Монгколсилп, был приговорён в 2002 году к пожизненному заключению. Срок был подтверждён апелляционной инстанцией в 2005 году, но он был освобождён в 2012 году.

## Дипломатические и экономические последствия
После убийств отношения между двумя странами ещё больше ухудшились. Саудовская Аравия прекратила выдавать рабочие визы тайцам и отговаривала своих собственных граждан от посещения Бангкока. Дипломатические миссии были понижены до уровня временных поверенных в делах. Число тайцев, работающих в Саудовской Аравии, сократилось со 150 000—200 000 в 1989 году до всего лишь 10 000 в 2008 году. Таиланду это обошлось примерно в 200 миллиардов бат (5,6 миллиарда долларов США) в виде денежных переводов, поскольку меньшему числу тайских рабочих было разрешено работать в Саудовской Аравии. 25 января 2022 года страны решили восстановить полные дипломатические отношения по итогам официальной встречи премьер-министра Таиланда Прают Чан-Оча и наследного принца Саудовской Аравии Мухаммеда ибн Салмана. На встрече Чан-Оча выразил «сожаление в связи с произошедшими в Таиланде в период с 1989 по 1990 год трагическими событиями» и заверил, что Таиланд приложил все усилия для раскрытия дел и выразил готовность передать их «на рассмотрение компетентным органам, если появятся новые обоснованные доказательства», а также подтвердил приверженность Таиланда «обеспечению надлежащей безопасности членов миссии посольства Саудовской Аравии в Бангкоке в соответствии с Венской конвенцией».

## Последствия
17 марта 2016 года Криангкрай Течамонг, которому тогда было 65 лет, сообщил журналистам у себя дома в Лампанге, что станет монахом на всю оставшуюся жизнь, чтобы раскаяться в своих нечестных действиях. Он провёл почти пять лет в тайских тюрьмах за свою кражу. Криангкрай сказал, что считает, что пропавший «Голубой бриллиант» был проклят, и сказал, что его кража навлекла на него и его семью ряд бедствий.
Чалор Кердтес получил королевское помилование и был освобождён в августе 2015 года. Он присутствовал на церемонии пострига Криангкрая.
22 марта 2019 года Верховный суд Таиланда оправдал пятерых полицейских, обвиняемых в похищении и убийстве саудовского бизнесмена Мохаммада аль-Рувайли в 1990 году. Суд сослался на отсутствие доказательств. На протяжении многих лет обвинения против этих людей неоднократно отклонялись. Уголовный суд отклонил дело в 2014 году, а в следующем году апелляционный суд оставил это решение в силе.

## Дальнейшее чтение
- «Thai Blue Diamond Affair: Kingdom demands justice» (Archive) Arab News. 4 July 2014.
- Ramsey, Adam, Assassinations, Curses, and Stolen Jewels: The 'Blue Diamond Affair' Is Still Darkening Saudi-Thai Relations. Vice News, 2015-10-02.
- Saksornchai, Jintamas (22 марта 2019). TOP COURT CLEARS COPS OF MURDER IN SAUDI 'BLUE DIAMOND' CASE. Khaosod English. Дата обращения: 4 июня 2020.
- Acquittal of five policeman in 1990 Saudi murder case upheld. The Nation. 22 марта 2019. Дата обращения: 4 июня 2020.